# 莫塔达费尔莫
莫塔达费尔莫（義大利語：Motta d'Affermo），是意大利西西里大区墨西拿廣域市的一个市镇。总面积14.61平方公里，人口859人，人口密度58.8人/平方公里（2009年）。ISTAT代码为083059。